# Fermo con le mani
Pour plus de détails, voir Fiche technique et Distribution.
Fermo con le mani est un film italien réalisé par Gero Zambuto et sorti en 1937. C'est la première apparition de l'acteur Totò au cinéma.

## Synopsis
Une petite orpheline est maltraitée, mais un vagabond lui vient en aide, après avoir été expulsé d'une maison en cours de démolition.

## Fiche technique
- Titre original : Fermo con le mani
- Réalisation : Gero Zambuto
- Scénario : Guglielmo Giannini
- Photographie : Otello Martelli
- Montage : Giacinto Solito
- Musique : Umberto Mancini
- Société de production : Titanus
- Pays de production :  Royaume d'Italie
- Langue originale : italien
- Genre : comédie
- Durée : 77 minutes
- Date de sortie : 
  - Royaume d'Italie : 6 mars 1937

## Distribution
- Totò : Comte Totò di Torretota
- Tina Pica : Giulia
- Franco Coop : Vincenzino
- Oreste Bilancia : Cavalier Gerolamo Battaglia
- Cesare Polacco : Capomastro
- Guglielmo Sinaz (en) : il capo cameriere
- Miranda Bonansea : Bambina
- Erzsi Paál (it)

## Galerie

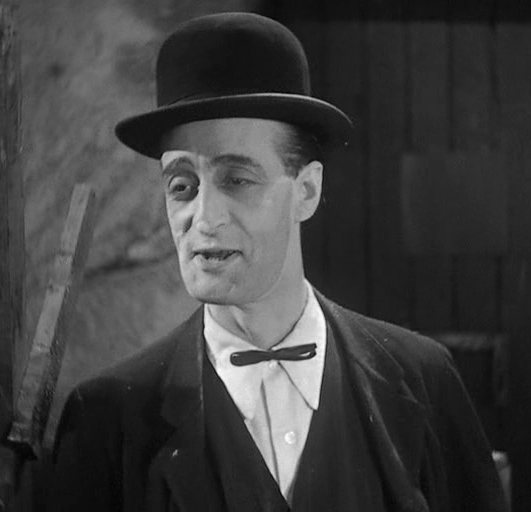
Totò
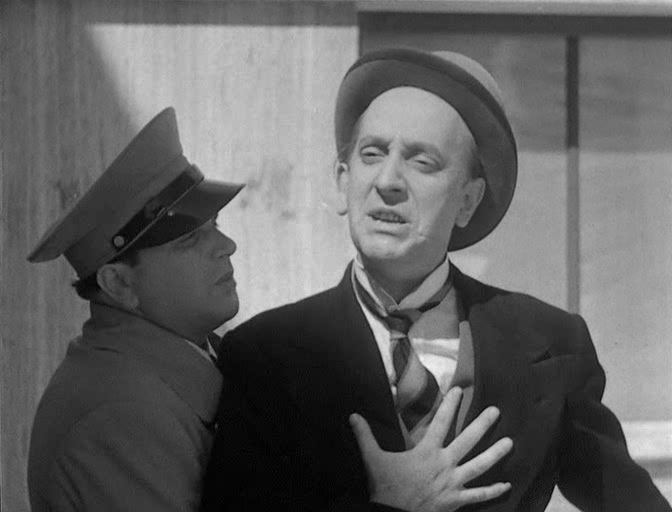
Franco Coop
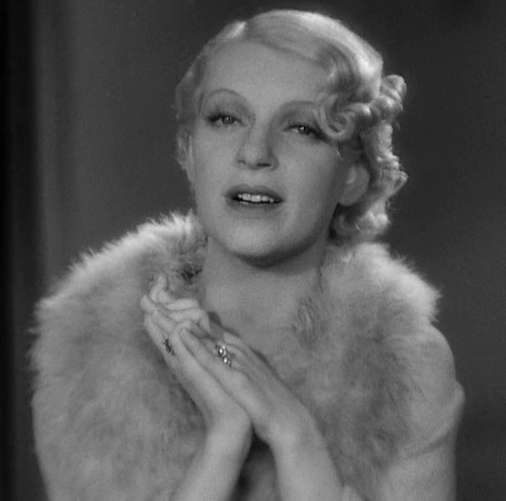
Erzsi Paál
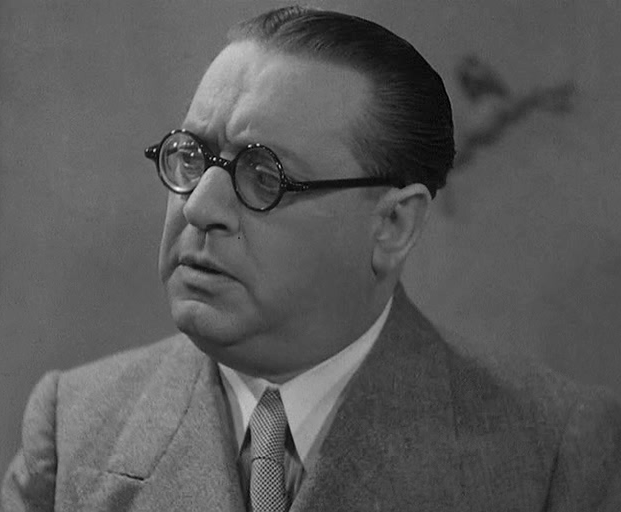
Oreste Bilancia

## Critique
Dans ce film qui est le premier rôle de l'acteur Totò au cinéma après son succès au théâtre, le réalisateur est influencé par Charlot, Ben Turpin, et les gags de Mack Sennett.